# جیمز میلنس
جیمز میلنس (انگلیسی: James Millns؛ زادهٔ ۱۳ ژانویهٔ ۱۹۴۹) اسکیت‌باز نمایشی، و رقصنده روی یخ اهل ایالات متحده آمریکا است.